# 클린룸 설계
클린룸 설계(Clean-room design)는 역공학을 통해 디자인을 복사한 다음, 원본 디자인과 관련된 저작권을 침해하지 않고 복제하는 방법이다. 클린룸 설계는 독립적인 창작에 의존하기 때문에 저작권 침해에 대한 방어 수단으로 유용하다. 그러나 독립적인 발명은 특허에 대한 방어가 아니므로, 클린룸 설계는 일반적으로 특허 제한을 우회하는 데 사용될 수 없다.
이 용어는 설계 팀이 경쟁업체가 사용하는 독점 기술에 대한 어떤 지식으로도 "오염되지 않은" 또는 입증 가능하게 오염되지 않은 환경에서 작업한다는 것을 의미한다.
일반적으로 클린룸 설계는 재구현될 시스템을 누군가가 검토하고 이 사람이 사양을 작성하도록 하는 방식으로 이루어진다. 이 사양은 변호사에 의해 검토되어 저작권 보호 자료가 포함되지 않았는지 확인된다. 그런 다음 이 사양은 원래 검사자와 관련이 없는 팀에 의해 구현된다.

## 사례
피닉스 테크놀로지스는 IBM 호환 BIOS의 클린룸 구현을 다양한 PC 복제 제조업체에 판매했다. 아메리칸 메가트렌즈 또한 IBM 호환 BIOS의 클린룸 구현을 다양한 PC 복제 제조업체에 판매했다.
코로나 데이터 시스템즈, 이글 컴퓨터, 핸드웰 코퍼레이션을 포함한 여러 다른 PC 복제 회사들은 IBM에 의해 저작권 침해로 소송을 당했고, IBM의 저작권을 침해하지 않는 방식으로 BIOS를 재구현해야 했다. 그러나 펌웨어가 저작권에 의해 보호된다는 법적 판례는 애플 컴퓨터 대 프랭클린 컴퓨터 사건(714 F.2d 1240, 3차 순회법원 1983)까지 확립되지 않았다.
IBM의 세 가지 합의와 컴팩 및 콜럼비아 데이터 제품의 법적 클린룸 PC BIOS 설계는 피닉스가 1984년 7월에 자체 BIOS 코드 라이선스를 발표하기 전에 이루어졌다. 피닉스는 그들의 BIOS 코드가 인텔 마이크로프로세서에 대한 사전 노출조차 없었던 프로그래머(그는 이전에 TMS9900 프로그래머였음)에 의해 작성된 클린룸 프로세스를 명시적으로 강조했다. 1990년대 초까지도 IBM은 마쓰시타/파나소닉 홀딩스 (1987) 및 교세라 (1993–1994)와 같은 다른 PC 복제 제조업체를 상대로 한 BIOS 저작권 침해 소송 합의로 수백만 달러를 벌어들였다. 후자의 소송은 1985년에서 1990년 사이의 침해에 대한 것이었다.
또 다른 클린룸 설계 사례는 VTech가 애플 II 고정 기억 장치를 성공적으로 복제하여 만든 레이저 128이다. 이는 수십 개의 애플 II 호환 컴퓨터 모델 중 애플이 제기한 소송에서 살아남은 유일한 컴퓨터 모델이었다. "Laser 128 스토리"는 1983년 판결인 애플 컴퓨터 대 프랭클린 컴퓨터 사건에서 패소한 프랭클린 에이스 1000(Franklin Ace 1000)과 대조된다. 이전 PC "복제" 사례들은 펌웨어 저작권에 대한 법적 선례가 만들어지기도 전에 법정에서 IBM과 싸울 엄두를 내지 못했다는 점에서 주목할 만하다.
다른 사례로는 마이크로소프트 윈도우의 클린룸 역공학 컴포넌트로 만들어진 오픈 소스 운영 체제인 ReactOS와 버전 7 유닉스의 클린룸 재구현인 코히런트 운영 체제가 있다. 코히런트의 개발사인 마크 윌리엄스 컴퍼니는 초기 존재 기간 동안 AT&T 대표단의 방문을 받았는데, 이는 MWC가 AT&T 유닉스 자산을 침해하고 있는지 여부를 확인하기 위함이었다. 이 코드는 오픈 소스로 공개되었다.

## 판례
클린룸 설계는 일반적으로 모범 사례로 사용되지만, 법률적으로 엄격하게 요구되지는 않는다. NEC 대 인텔(NEC Corp. v Intel Corp., 1990) 소송에서 NEC는 NEC 엔지니어들이 8086 프로세서의 NEC V20 복제본에 마이크로코드를 단순히 복사했다는 인텔의 주장에 대해 선언적 판결을 구했다. 미국 판사는 NEC 마이크로코드의 초기 내부 수정본은 실제로 저작권 침해였지만, 나중에 NEC 제품에 실제로 들어간 버전은 이전 버전에서 파생되었음에도 불구하고 인텔 마이크로코드와 충분히 달랐기 때문에 저작권 침해에서 자유로운 것으로 간주될 수 있다고 판결했다. NEC 자체는 복제본 마이크로코드 개발에 엄격한 클린룸 접근 방식을 따르지 않았지만, 재판 중에 사양에만 접근할 수 있었던 독립 계약자를 고용했는데, 그는 NEC와 인텔 코드 모두와 유사한 코드를 작성했다. 이 증거를 통해 판사는 특정 루틴의 유사성이 호환성 요구 사항으로 인한 기능적 제약의 문제였으며, 따라서 창조적 요소가 없을 가능성이 높다고 결론 내렸다. 클린룸 접근 방식이 이전에 가능한 소송에 대비한 예방 조치로 사용되었지만 (예: 피닉스 BIOS 사례), NEC 대 인텔 사건은 클린룸 주장이 미국 법원에서 처음으로 받아들여진 사례였다. 여기서 언급할 만한 관련 측면은 NEC가 8086 프로세서를 지배하는 인텔의 특허에 대한 라이선스를 가지고 있었다는 점이다.
소니 컴퓨터 엔터테인먼트 대 커넥틱스 사건은 1999년 소송으로, 역공학과 관련하여 중요한 선례를 확립했다. 소니는 커넥틱스의 버추얼 게임 스테이션(Virtual Game Station) 에뮬레이터에 대한 저작권 침해로 손해 배상을 청구하며, 커넥틱스 제품에 독점 BIOS 코드가 허가 없이 복사되었다고 주장했다. 소니는 초기 판결에서 승소했지만, 항소심에서 판결이 뒤집혔다. 소니는 결국 버추얼 게임 스테이션의 추가 판매 및 개발을 막기 위해 권리를 매입했다. 이는 상업적 역공학 노력의 법적 함의를 다루는 선례를 확립했다.
제작 과정에서 커넥틱스는 BIOS를 역공학하기 위해 중국인의 방 접근 방식을 시도했지만 성공하지 못했고, 그래서 엔지니어들은 목적 파일을 직접 역어셈블했다. 커넥틱스의 성공적인 항소는 독점 코드의 동작을 결정하는 다른 방법이 없었기 때문에 직접 역어셈블 및 관찰이 필요하다고 주장했다. 판결문에서:
일부 저작물은 의도된 저작권 보호의 핵심에 다른 것보다 더 가깝다. 소니의 BIOS는 복사 없이는 검토할 수 없는 보호되지 않는 측면을 포함하고 있기 때문에 핵심에서 멀리 떨어져 있었다. 따라서 항소 법원은 더 전통적인 문학 작품보다 낮은 수준의 보호를 부여했다.

## 대중문화에서
- 2014년 TV 쇼 홀트 앤 캐치 파이어의 첫 시즌에서 두 번째 에피소드의 주요 줄거리는 가상의 카디프 일렉트릭 컴퓨터 회사가 엔지니어를 클린룸에 배치하여 PC 복제본의 BIOS를 구현함으로써, 회사의 다른 사람들이 이전에 수행했을 가능성이 있는 불법적인 BIOS 코드 역공학에 대해 IBM 소송으로부터 보호하고 은폐를 제공하는 내용이었다. 이는 많은 비평가들에게 컴팩의 수백만 달러 규모의 클린룸 엔지니어링을 떠올리게 했지만, 동시대에 훨씬 덜 성공적이었던 콜럼비아 데이터 제품도 이러한 접근 방식을 사용했다.[20] IBM 법무팀의 반응은 다른 줄거리와 마찬가지로 코로나 데이터 시스템즈의 경험을 더 밀접하게 반영했다.[21]

## 같이 보기
- 코드 모핑

## 더 읽어보기
- Rachel Parker (1987년 9월 28일). 《'Secured Facility' Solves Compatibility Conflicts》. 《InfoWorld: The Newspaper for the Microcomputing Community》 (InfoWorld). 41쪽. ISSN 0199-6649.
- Peter Groves (2011). 《A Dictionary of Intellectual Property Law》. Edward Elgar Publishing. 53쪽. ISBN 978-1-84980-778-4.
- Lee Burgunder (2010). 《Legal Aspects of Managing Technology》 5판. Cengage Learning. 281–285쪽. ISBN 978-1-4390-7981-2.
- Jonathan Band; Masanobu Katoh (2011). 《Interfaces on Trial 2.0》. MIT Press. ISBN 978-0-262-29446-1.